# Titularbistum Puppi
Puppi ist ein Titularbistum der römisch-katholischen Kirche.
Es geht zurück auf einen untergegangenen Bischofssitz in der gleichnamigen antiken Stadt, die in der römischen Provinz Africa proconsularis (heute nördliches Tunesien) lag und vermutlich mit Pupput identisch ist. Der Bischofssitz war der Kirchenprovinz Karthago zugeordnet.
| Titularbischöfe von Puppi |                                |                                          |                   |                  |
| Nr.                       | Name                           | Amt                                      | von               | bis              |
| 1                         | Miguel Angel Alemán Eslava SDB | Weihbischof in Viedma (Argentinien)      | 8. April 1968     | 5. April 1975    |
| 2                         | André Nguyên Van Nam           | Koadjutorbischof von Mỹ Tho (Vietnam)    | 6. Juni 1975      | 24. Februar 1989 |
| 3                         | Péter Erdő                     | Weihbischof in Székesfehérvár (Ungarn)   | 5. November 1999  | 7. Dezember 2002 |
| 4                         | John Hsane Hgyi                | Weihbischof in Pathein (Myanmar)         | 25. Januar 2003   | 24. Mai 2003     |
| 5                         | Giuseppe Negri PIME            | Weihbischof in Florianópolis (Brasilien) | 14. Dezember 2005 | 18. Februar 2009 |
| 6                         | Montfort Stima                 | Weihbischof in Blantyre (Malawi)         | 25. Januar 2010   | 6. Dezember 2013 |
| 7                         | Timothy Yu Gyoung-chon         | Weihbischof in Seoul (Südkorea)          | 30. Dezember 2013 | 15. August 2025  |